# 卞福汝·米奥利斯
弗朗索瓦·梅尔基奥·查尔斯·比恩维努·德·米奥利斯（1753年6月19日—1843年6月27日）是1805年至1838年的迪涅主教。他是维克多·雨果小说《悲惨世界》中米礼埃主教的原型。